# Ula mindanica
Ula mindanica är en tvåvingeart som beskrevs av Alexander 1931. Ula mindanica ingår i släktet Ula och familjen hårögonharkrankar. Inga underarter finns listade i Catalogue of Life.